# 라이오스

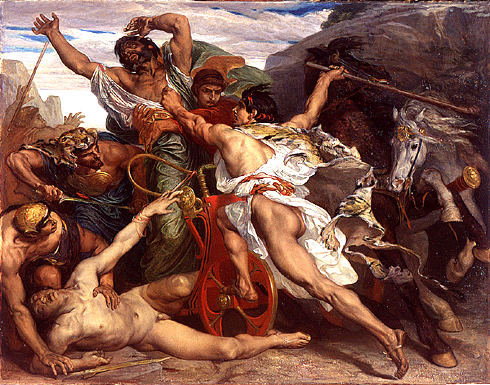
《오이디푸스의 라이오스 살해》(Le meurtre de Laïus par Oedipe), 조제프 블랑 작

라이오스는 테바이 왕 랍다코스의 아들이자 오이디푸스의 생부로서, 오이디푸스왕 스토리의 등장인물이다.

## 라이오스의 죽음
라이오스는 테바이 왕 랍다코스의 아들이자 오이디푸스의 생부이다. 아들이 자신을 죽일 것이라는 예언을 듣고 아내 이오카스테가 낳은 갓난아기의 발에 못을 박아 키타이론 산에 갖다 버리게 한다. 오이디푸스는 양치기에게 주워져 '부은 발'이란 뜻의 오이디푸스란 이름을 받고 살게 되는데, 그 또한 자신이 아버지를 죽이고 어머니를 범할 것이라는 예언을 듣게 되어 자신의 친부모로 알고 있던 양치기 부부를 떠나게 된다. 라이오스는 길을 막고 수수께끼를 내어 사람을 잡아먹는 괴물 스핑크스 문제를 해결하기 위해 델포이 신전으로 가던 중, 한 청년과 길을 비키는 문제로 시비가 붙어 다툼 끝에 살해되고 만다. 이 청년이 바로 오이디푸스였다. 스핑크스는 에티오피아의 괴물로 헤라가 라이오스에 대한 징벌로 보낸 것이다. 라이오스가 왕자 시절 선왕 랍다코스의 뒤를 이어 제토스와 암피온이 테바이의 왕위에 오르자, 피사로 가 몸을 의탁했던 적이 있었다. 그는 이 때 자신의 구애를 거절한다는 이유로 피사의 왕 펠롭스의 아들 크뤼시포스를 살해하여 헤라로부터 저주받게 된 것이라 한다.

## 오이디푸스와 이오카스테의 결혼
이오카스테의 동생 크레온은 스핑크스를 죽이는 영웅에게 이오카스테를 상으로 주겠다고 하고, 오이디푸스는 스핑크스의 수수께끼를 풀어 스핑크스를 죽게 함으로써 과부가 된 생모와 결혼하게 된다. 이러한 오이디푸스의 비극으로부터 프로이트의 오이디푸스 콤플렉스 개념이 생겨났다.